# Beslon
Beslon település Franciaországban, Manche megyében. Lakosainak száma 550 fő (2022. január 1.). Beslon Saint-Aubin-des-Bois, La Colombe, Montbray, Sainte-Cécile és Noues-de-Sienne községekkel határos.

## Népesség
A település népességének változása:
| Lakosok száma | 609  | 507  | 500  | 509  | 556  | 561  | 560  | 556  | 555  | 550  |
|               | 1968 | 1982 | 1990 | 2006 | 2013 | 2015 | 2017 | 2019 | 2020 | 2022 |